# Герб Молдавської Демократичної Республіки
Герб Молдавської Демократичної Республіки — державний символ республіки, поряд з прапором. Офіційно не затверджений.

## Опис
Гербом Молдавської демократичної республіки був герб Бессарабської губернії без урахування чорно-жовто-срібною облямівки гербових кольорів Російської імперії. Основний елемент герба — щит, на якому зображена голова тура. Між рогами якого п'ятипроменева зірка, праворуч — троянда, зліва — півмісяць.

## Історія
На З'їзді молдавських солдатів 20 жовтня (2 листопада) 1917 року в Кишиневі  була прийнята резолюція з вимогою до Всеросійського Тимчасового Уряду надати Бессарабії територіально-політичну автономію і обраний верховний орган Бессарабії - Рада краю ( рум. Сфатул Цэрий рум. Sfatul Ţării який почав свою роботу 21 листопада (4 грудня) 1917 року. 27 березня (9 квітня) 1918 року на засіданні Сфатул Церій за об'єднання Бессарабії з Румунією проголосували 86 депутатів з 150 депутатів. Текст акту об'єднання був випущений на окремих листівках з гербом. На використовувалися на початку 1918 року прапорах республіки зображувався герб у вигляді синього щита із зображенням турової голови, що супроводжується між рогами зіркою, а по боках трояндою і півмісяцем.
Герб МДР офіційно не був затверджений. В архіві Кишинева є документ про підготовку закону про державний герб і прапор. 29 січня 1918 року міністр шляхів сполучення Молдавської республіки Миколу Н. Босіє-Кодряну на засіданні Ради міністрів зробив усну доповідь про необхідність розробки проєкту закону про національний прапор і національний герб для його подання до Рада краю. Було запропоновано Міністерству на чолі з Н. Н. Босіе-Кодряну підготувати склад комісії для опрацювання цього питання. Після голосування 27 березня про приєднання до Румунії питання державних символів відпало саме собою.

Після приєднання до Румунії була створена провінція Бессарабія, пізніше розділена на 9 жудець, де молдавський герб не використовувався. Неофіційно герб МДР як символ Молдавії використовувався, наприклад, для емблеми Молдавського автоклубу в Яссах.

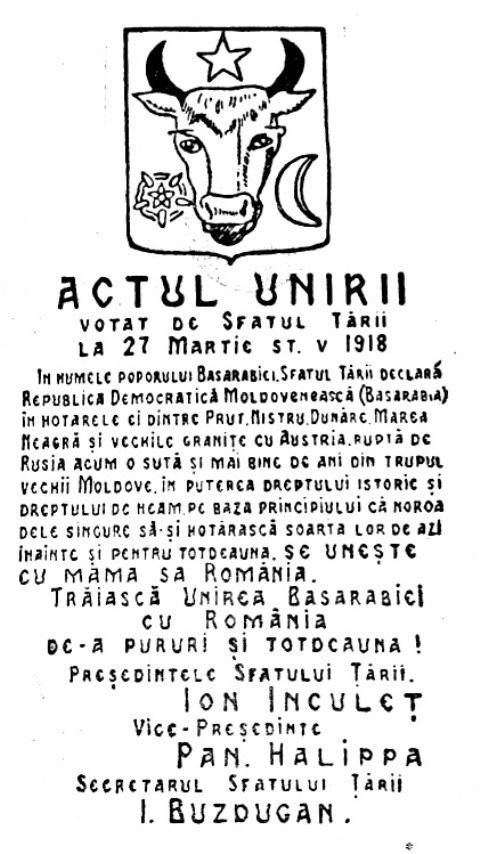
Листівка Сфатул Церій з текстом акту об'єднання з Румунією
Герб. Промальовування з документів Сфатул Церій
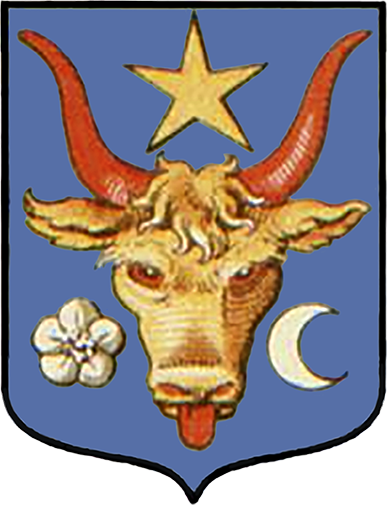
Герб Молдавської Демократичної Республіки. 1918
Емблема автоклубу в Яссах. Початок 1930-х років